# Балкантурист
«Балкантурист» — болгарская компания в сфере туризма, туроператор и турагент, связанный со всеми видами поездок по Болгарии и за границей.
Создана в 1948 году как подразделение Министерства железнодорожных, автомобильных и водных сообщений Болгарии (болг.). Единственная в прошлом государственная компания, работавшая в области оказания туроператорских услуг и развития туризма в Болгарии.
В настоящий момент — частная компания, собственность компании БТ-ДС (Balkan Tourist Development Servis). Торговая марка «Балкантурист» хорошо знакома на международном туристическом рынке.
Обладатель многих международных и национальных наград. Член международных профессиональных туристических организаций — Международная ассоциация воздушного транспорта (IATA), Интурист, Американская ассоциация туристических агентств (ASTA), JATA, ETOA, а также болгарских отраслевых организаций — БАТА, BHRA (Болгарская отельно-ресторанная ассоциация).